# 1943 en sport automobile
Chronologie du Sport automobile
1942 en sport automobile - 1943 en sport automobile - 1944 en sport automobile

## Naissances
- 19 février : Jan de Rooy, pilote de rallyes-raids néerlandais.
- 22 février : Jean-Luc Maury-Laribière, pilote automobile français, a participé à 7 reprises aux 24 heures du Mans.
- 23 février : Jürgen Lässig, pilote automobile allemand sur circuits.
- 24 février : François Mazet, pilote de course automobile français.
- 16 mars : Hans Heyer, pilote automobile allemand.
- 14 avril : Ferfried de Hohenzollern, pilote automobile de compétitions sur circuits pour voitures de Tourisme et de Grand Tourisme.
- 27 avril : Helmut Marko,  pilote automobile autrichien.
- 9 juin : John Fitzpatrick, pilote automobile britannique.
- 14 juin : John Miles, pilote automobile anglais.
- 19 juin : Langis Caron, pilote de course automobile de type stock-car.
- 22 juin : Georg Loos, pilote automobile allemand. († 13 avril 2016).
- 11 juillet : Rolf Stommelen, pilote automobile allemand de Formule 1 avec 1 podium.
- 20 juillet : Chris Amon, pilote de course automobile néo-zélandais. († 3 août 2016).
- 5 août : Leo Kinnunen, pilote automobile finlandais. († 26 juillet 2017)
- 13 septembre : Jean-Marie Alméras, pilote automobile français de courses de côtes.
- 31 octobre : Elliott Forbes-Robinson, pilote automobile américain.
- 12 novembre : Björn Waldegård, pilote automobile (rallye) suédois.
- 4 novembre : Bob Wollek, pilote de course automobile français. († 16 mars 2001).
- 21 novembre : Jacques Laffite, pilote automobile français de Formule 1, ayant remporté six victoires en 176 Grands Prix disputés entre 1974 et 1986.
- 30 novembre : Dave Dion, pilote automobile de stock-car.
- 4 décembre : Christine Beckers, pilote automobile belge.
- 5 décembre : Christian Tortora, journaliste sportif spécialisé dans la Formule 1 et commentateur pour le réseau de télévision RDS.

## Décès
- 3 février : Maurice Béquet, pilote automobile français (° 10 mai 1889).
- 9 septembre : Fernand Gabriel, pilote  automobile français. (° 30 avril 1878).